# کوه تاگوبود
کوه تاگوبود (به لاتین: Mount Tagubud) یک کوه در فیلیپین است که در منطقه داوائو واقع شده‌است.